# Vânătorii de fantome: Imperiul înghețat
Vânătorii de fantome: Imperiul înghețat  (în engleză Ghostbusters: Frozen Empire) este un film SF de comedie și de acțiune din 2024 regizat de Gil Kenan⁠(d), cu Carrie Coon⁠(d), Mckenna Grace⁠(d), Paul Rudd, Bill Murray, Dan Aykroyd și Annie Potts⁠(d) în rolurile principale. Este o continuare a filmului Vânătorii de fantome: Moștenirea (2021) și al cincilea din seria de filme Vânătorii de fantome.